# Dreptul de a deține și purta arme

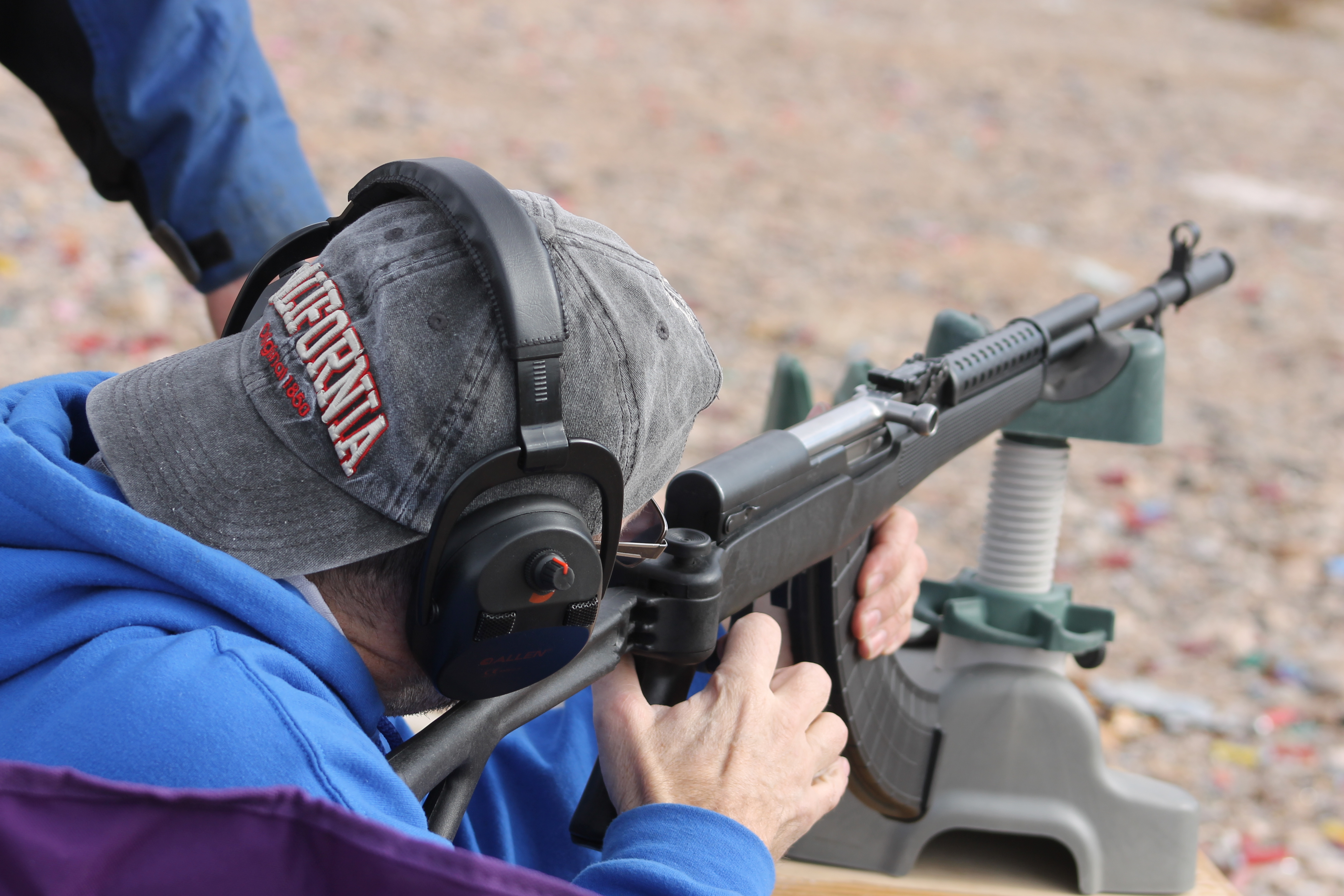
Un bărbat se antrenează într-un poligon de tragere din Nevada. În Statele Unite ale Americii, dreptul de a deține și purta arme de foc este protejat de al doilea amendament din Constituție.

Dreptul de a deține și a purta arme este un drept al oamenilor de a deține arme în vederea conservării vieții, libertății și proprietății. Un număr limitat de țări recunosc acest drept individual și îl protejează prin constituție, o mare parte acordând acest privilegiu doar unui anumit segment al populației.

## Istoric
Declarația drepturilor din 1689 le-a permis cetățenilor protestanți din Anglia „să dețină Arme pentru propria Protecție, potrivite Situației lor și conform Legii” și a restricționat puterea Coroanei engleze de a controla o armată permanentă⁠(d) sau de a obstrucția dreptul protestanților de a purta arme. De asemenea, preciza că Parlamentul – și nu Coroana – este cel care reglementează dreptul de a purta arme.
Sir William Blackstone⁠(d) scria în secolul al XVIII-lea că dreptul de a deține arme pentru propria protecție contribuie la „dreptul natural de rezistență și autoconservare”. Termenul englez arms – așa cum era utilizat în anii 1600 – se referă la procesul de pregătire pentru război.
Includerea acestui drept într-o constituție scrisă este un fapt neobișnuit. În 1875, 17% dintre constituții includeau dreptul de a purta arme. La începutul secolului al XX-lea, numărul lor era sub 9% și în continuă scădere. Într-un articol intitulat „U.S. gun rights truly are American exceptionalism” – studiu istoric și analiză comparativă a constituțiilor care datează din 1789 – Tom Ginsburg⁠(d) și colegii săi „au identificat doar 15 constituții (în nouă țări) care au inclus, la un moment dat, explicit dreptul de a purta arme. Aproape toate aceste constituții au fost în America Latină și majoritatea au fost din secolul al XIX-lea”.

## Țări care recunosc dreptul de a deține și purta arme

### Cehia
```
Dreptul de a achiziționa, deține și purta arme este garantat în baza condițiilor stabilite de această lege.
[
8
]
 - Articolul 1, alineatul 1 din Legea Armelor din Cehia
```

Istoric vorbind, teritoriile Coroanei boeme au fost primele care au contribuit la răspândirea ideii de înarmare a populației civile. În anii 1420 și 1430, armele de foc au devenit indispensabile armatelor husite alcătuite în mare parte din țărani - inclusiv femei - fără pregătire militară care au reușit să împiedice o serie de invazii puse la cale de trupe de cruciați bine înarmați. Pe parcursul și după încheierea războaielor husite, industria armelor de foc a progresat, iar deținerea lor de către civili a devenit o chestiune firească.
Prima reglementare cu privire la armele de foc a fost adoptată în 1517 ca parte a unui înțelegeri între nobili și burghezi, iar mai târziu, în 1524, ca lege de sine stătătoare. Legea din 1517 susține în mod explicit că „toți oamenii - indiferent de condiția lor - au dreptul de a deține arme de foc în propria casă” și în același timp interzice portul de arme. Prin legea din 1524 se inițiază procesul de eliberare de permise de port armă și se precizează pedepsele aplicate în lipsa unui astfel de permis. Portul fără permis a devenit mai târziu legal, însă în 1852 a fost reintrodus prin reglementarea imperială nr. 223. Aceasta a rămas în vigoare până la invazia germană din 1939.
Dreptul de a deține arme de foc a rămas implementat din perioada revoluției husite până la interzicerea armelor de către naziști în timpul ocupației germane din secolul al XX-lea. În perioada dictaturii comuniste, dreptul le era acordat numai celor considerați loiali partidului. După Revoluția de catifea, Republica Cehoslovacă a instituit un proces de eliberare de permise, toți cetățenii având dreptul de a deține și purta arme dacă îndeplinesc condițiile impuse de stat.
În Republica Cehă, fiecare cetățean care îndeplinește condițiile prevăzute în Legea nr. 119/2002 Coll. are dreptul de a deține un permis de port armă. Persoanele care dețin permis de categoria D (armă de serviciu) și E (armă de autoapărare) pot să aibă asupra lor două arme de foc pentru protecție. Dreptul de a fi înarmat este protejat prin lege.
O propunere de includere a dreptului de a deține și purta arme în constituție a fost trimisă în parlamentul ceh în decembrie 2016. Aceasta a fost aprobată cu 139 de voturi pentru și 9 voturi împotrivă pe 28 iunie 2017 în Camera Deputaților. Nu a reușit însă să obțină sprijinul necesar în Senat unde doar 28 din cei 59 de senatori prezenți au susținut propunerea (majoritatea constituțională fiind de 36 de voturi). O nouă propunere a fost introdusă de 35 de senatori în septembrie 2019 și a fost aprobată pe 21 iulie 2021. Potrivit acesteia, „dreptul de a-și apăra propria viață sau viața altei persoane, inclusiv cu ajutorul unei arme, este garantat în condițiile stabilite de lege”.

### Elveția
```
Dreptul de a achiziționa, deține și purta arme este garantat în limitele acestei legi
.
[
20
]
 - Articolul 3 din Legea Armelor din Elveția
```

Elvețienii au dreptul statuar de a purta arme conform articolului 3 din Legea armelor din 1997. În Elveția este practicată conscripția⁠(d) prin care toți cetățenii de sex masculin apți pot să păstreze acasă armele de foc în cazul unei mobilizări. Toți bărbații cu vârste cuprinse între 20 și 34 de ani sunt considerați candidați pentru recrutare, iar după o perioadă scurtă de serviciu militar, aceștia sunt de obicei înrolați în armata elvețiană⁠(d). Până în decembrie 2009, soldații erau obligați să depoziteze în propriile locuințe puștile de asalt și pistoalele oferite de guvern pe perioada serviciului militar. Din ianuarie 2010, aceștia au și opțiunea de a depozita armele personale într-un arsenal guvernamental. Până în septembrie 2007, soldații au primit 50 de cartușe emise de guvern într-o cutie sigilată pe care o depozitau în propriile case; după 2007, numai în jur de 2.000 de soldați profesioniști au dreptul de a păstra muniție în casă.
Într-un referendum din februarie 2011⁠(d), votanții au respins o inițiativă cetățenească prin care membrii armatei ar fi fost obligați să depoziteze puștile și pistoalele într-un depozit militar, iar armele de foc personale să fie înregistrate.

### Guatemala
```
Dreptul de a deține arme pentru uz personal, acelea permise de lege, în propriul domiciliu, este recunoscut. Nu există obligația de a ceda armele, excepție făcând acele cazuri dispuse de un judecător competent.
[
26
]
 - articolul 38 din Constituția Guatemalei
```

Deși protejează dreptul de a deține arme, Constituția guatemaleză precizează că acest drept se aplică doar acelor „arme care nu sunt interzise prin lege”.

### Mexicul
```
Cetățenii Statelor Unite Mexicane au dreptul de a deține arme în interiorul domiciliului pentru propria siguranță și legitimă apărare, „exceptând acele [arme] interzise de Legea Federală” și cele utilizate în mod exclusiv de armată, poliție, forțele aeriene și garda națională. Legea federală prevede în ce cazuri, circumstanțe, în baza căror condiții și în ce context cetățenii vor fi autorizați să poarte arme.
[
27
]
 - articolul 10 din Constituția Mexicului
```

Constituția mexicană din 1857 a inclus dreptul de deține și  purta arme. În prima sa variantă, dreptul era definit în termeni similari celor din al Doilea Amendament din Constituția Statelor Unite. Noua constituție mexicană adoptată în 1917 a relativizat dreptul, precizând că utilizarea armelor trebuie să respecte reglementările impuse de poliția locală.
O altă modificare inclusă în constituția din 1917 le dă dreptul mexicanilor să poarte arme numai în interiorul propriilor locuințe, iar orice excepție intră sub incidența regimului armelor din Mexic⁠(d).

### Regatul Unit
```
Cetățenii de credință protestantă pot să dețină arme pentru propria protecție conform condiției lor și în baza legii.
[
29
]
 - Declarația drepturilor din 1689
```

În Regatul Unit nu există dreptul implicit de a purta arme, deși cetățenii pot deține anumite arme de foc după obținerea unei licențe. Populația civilă poate să dețină puști sau puști de vânătoare pentru competițiile sportive, iar deținerea de pistoale, arme cu foc automat⁠(d) și semiautomat⁠(d) este permisă doar dacă sunt îndeplinite condiții suplimentare. Reglementările în cazul armelor cu aer comprimat⁠(d) sunt mai relaxate: pistoalele cu aer comprimat a căror energie cinetică la gura țevii⁠(d) nu depășește 8,1 jouli și alte arme cu aer comprimat a căror energie cinetică la gura țevii care nu depășește 16 jouli nu necesită permis. Primul restricție a regimului armelor are loc în 1920 odată cu adoptarea Legii privind armele de foc⁠(d), alte restricții fiind adăugate în 1996 după masacrul de la școala Dunblane⁠(d) unde și-au pierdut viața 18 persoane.
Începând din 1953, portul unui cuțit (excepție fiind acele cuțite cu o lamă de maximum 7,62 cm) sau a altei arme în spațiu public fără autorizație din partea forțelor de ordine sau fără un motiv întemeiat este considerat o infracțiune în Regatul Unite. Un individ poate purta arme doar pe o proprietate privată sau orice altă proprietate la care populația civilă nu are acces legal deoarece portul devine infracțiune doar în spațiu public (e.g. locuința personală, proprietate privată etc.). Mai mult, secțiunea 141 din Criminal Justice Act⁠(d) din 1988 enumeră toate armele considerate periculoase⁠(d) care nu pot fi deținute din moment ce este ilegală comercializarea, comerțul, închirierea etc. a unei astfel de arme.

### Statele Unite ale Americii
```
O miliție bine rânduită fiind necesară pentru siguranța unui stat liber, dreptul poporului de a deține și de a purta arme nu va fi îngrădit
.
[
37
]
[
38
]
 - al Doilea Amendament din Constituția Statelor Unite
```

În general, constituțiile moderne menționează armele de foc cu scopul de a „permite guvernului să reglementeze utilizarea lor sau să impună serviciul militar, nu să ofere dreptul de a purta arme”. Constituțiile care au garantat cetățenilor de-a lungul istoriei dreptul de a purta arme sunt cele din: Bolivia, Columbia, Costa Rica, Guatemala, Honduras, Liberia, Mexic, Nicaragua și Statele Unite ale Americii. Aproape toate constituțiile din America Latină au avut ca model constituția Statelor Unite. În prezent, din cele aproape 200 de constituții existente la nivel mondial, numai trei includ acest drept: Guatemala, Mexic și Statele Unite; dintre acestea, doar în cea din Statele Unite nu există restricții explicite. Până în 2008, Curtea Supremă nu a respins nicio lege prin care să fie reglementat regimul armelor. Prima decizie a curții care impune restricții celui de-al doilea amendament din Constituție are loc în cazul Statele Unite v. Cruikshank⁠(d) în 1876 și permite statelor să limiteze dreptul minorităților de a deține arme de foc. Această hotărâre a fost anulată în 2008, ca urmare a cazurilor Districtul Columbia v. Heller⁠(d) și McDonald v. Chicago⁠(d) când Curtea Supremă a susținut că statele nu pot să restricționeze dreptul de a deține pistoale⁠(d) pentru autoapărare în interiorul propriei locuințe.

### Ucraina
Articol principal: Regimul armelor din Ucraina
«Legislația ucraineană, în baza unui număr limitat de criterii de îndeplinit (may-issue basis ), recunoaște dreptul de proprietate privată asupra armelor de foc.»
Dreptul de a deține și de a purta arme din Ucraina a fost extins pentru a cuprinde husa legalizată pentru arme la 23 februarie 2022 , ca reacție la invazia rusească a țării. Ucraina a fost una din societățile europene cele mai înarmate și mai permisive în privința armelor, dar dreptul la husă pentru arme era restricționat. Inițiativa de a extinde și mai mult dreptul de a deține și de a purta arme pentru toți cetățenii ucraineni a fost foarte lăudată de ucrainenii înșiși.  Țara asta e singura din Europa unde armele de foc nu sunt supuse măsurilor restrictive prin lege și mulți susținători ai acestei stări de fapt constată că aceste legi permisive pentru arme slujesc ca frânare a tiraniei guvernamentale. 

### Yemenul
Articol principal: Regimul armelor din Yemen
Aici se acceptă dreptul, stabilit prin corpul legiuitor, de a deține și de a purta arme. Armele de foc pot fi obținute facil și juridic.  
«Cetățenii Republicii vor avea dreptul, pentru uz personal, la oricâte puști, mitraliere, revolvere și puști pentru vânătoare, precum și la muniție, cu scopul legitimei apărări.» (Legea pentru reglementarea purtării de arme de foc și de muniție, dar și comerțul cu ele) 